# Kalanchoe daigremontiana
Bryophyllum daigremontianum · Kalanchoé de Daigremont
Espèce
Statut de conservation UICN

 EN (Niveau Monde) : En danger
Kalanchoe daigremontiana, le Kalanchoé de Daigremont est une espèce de plantes vivaces succulentes, de la famille des Crassulacées (Crassulaceae), originaire du Sud-Ouest de Madagascar, produisant de nombreuses propagules sur le bord des feuilles.
Endémique à Madagascar, l'espèce a été introduite dans de nombreuses régions tropicales où elle s'est parfois naturalisée et a pu devenir envahissante.
C'est ainsi qu'on la trouve dans certaines zones à La Réunion, en Nouvelle-Calédonie et dans les Antilles françaises. Elle est aussi cultivée dans les jardins créoles.
Dans les régions tempérées, elle est cultivée comme plante d'appartement car elle ne nécessite quasiment aucun entretien et supporte bien l'atmosphère sèche des intérieurs.

## Synonyme
Bryophyllum daigremontianum (Raym.-Hamet & H. Perrier) A. Berger

## Étymologie
Le terme bryophyllum est composé à partir de deux mots grecs : βρῦον/βρύειν bryon/bryein « pousser » et φύλλον phyllon « feuille » par allusion à la production de « bulbilles » sur le bord des feuilles.
L'épithète spécifique daigremontiana -um est forgé à partir du patronyme de Madame et Monsieur Daigremont, des collectionneurs de Crassulacées, en remerciement de la mise à disposition pour étude de leur collection.

## Nomenclature
La plante fut collectée en juillet 1910 par Henri Perrier de La Bâthie sur les grès boisés ou dénudés du mont Androhibolava, sur les gneiss du Marosavoha Onilahy et sur les grès de l'Isalo et du Makay, dans l'Ouest de Madagascar.
Quatre ans plus tard, Raymond-Hamet et Perrier de la Bâthie en donnaient une description dans les Annales du Musée Colonial de Marseille (1914) sous le nom de Kalanchoe daigremontiana.
Mais les botanistes s'opposaient sur l'extension à donner au genre Kalanchoe depuis que le britannique Salisbury avait établi (en 1806) un genre très proche des Kalanchoe qu'il appela Bryophyllum et qu'il caractérisa par des fleurs tétramères pendantes (et non érigées).
Certains botanistes, comme De Candolle (1828) ou Raymond Hamet étaient d'avis qu'il fallait concevoir un genre Kalanchoe sensu lato (au sens large) englobant les Bryophyllum, d'autres comme l'allemand Alwin Berger, étaient d'avis qu'il fallait garder distincts les genres Kalanchoe et Bryophyllum. C'est pourquoi, A. Berger reclassa en 1930, K. daigremontiana dans le genre Bryophyllum.
Les travaux très poussés de Bernard Descoings (2006) semblent actuellement faire pencher la balance en faveur d'un genre unique Kalanchoe sensu lato. Et les Bryophyllum deviennent un sous-genre des Kalanchoe.

## Description
Kalanchoe daigremontiana est une plante succulente, pérenne, avec une tige dressée, non ramifiée, portant dans la partie supérieure des feuilles et dans la partie inférieure les cicatrices des pétioles des anciennes feuilles,.
La plante au port érigé et à croissance rapide peut mesurer jusqu'à 1 mètre, voire 1,50 m. Des racines adventives s'y développent parfois à 15 cm du sol, et donnent lorsqu'elles atteignent le sol de nouvelles plantes.
Ses feuilles opposées, décussées, pétiolées, épaisses, charnues, de 15-20 cm × 3-4 cm, sont cordées, subpeltées à lancéolées, souvent incurvées. La marge crénelée porte dans les indentations des bulbilles cochléaires. Les bulbilles sont portées par des excroissances spéciales sur le bord du limbe et tombent au moindre contact. Ces propagules commencent à développer leurs racines sur la plante (embryogenèse somatique naturelle) puis s'enracinent en tombant sur le sol.
La face supérieure des feuilles est gris verdâtre. La face inférieure est marbrée de brun-pourpre.
L'inflorescence paniculiforme est composée d'un axe et de 2 ou 3 pédoncules primaires latéraux, opposés, terminés au sommet par des cymes bipares . L'inflorescence supporte des fleurs tubulaires pendantes avant et pendant l'anthèse mais érigées après celle-ci. Le calice tubulaire, de 4-7 mm de long, est bordé de 4 lobes triangulaires. La corolle, plus longue que le calice, est formée par un long tube, rouge pourpre ou rose terne foncé, de 25 mm de long, bordé de 4 lobes de 8 mm. Les 8 étamines sont fixées au milieu du tube corollien. Les 4 nectaires sont plus larges que haut. Soudés entre eux sur un cinquième environ de leur longueur totale, les carpelles sont appliqués les uns contre les autres.
Dans de bonnes conditions, la plante fleurit un à deux ans après la plantation d'une propagule. Elle produit alors en hiver, si l'exposition solaire a été suffisante, de spectaculaires grappes de fleurs de forme tubulaire d'environ 1,5 cm de long de couleur violette, orange, rouge ou jaune selon les variétés. Les graines ne sont pas viables mais K. daigremontiana est une espèce à formation constitutive de bulbilles foliaires qui lui assurent une multiplication végétative efficace.
La plante meurt après la floraison le plus souvent en raison du poids des fleurs.

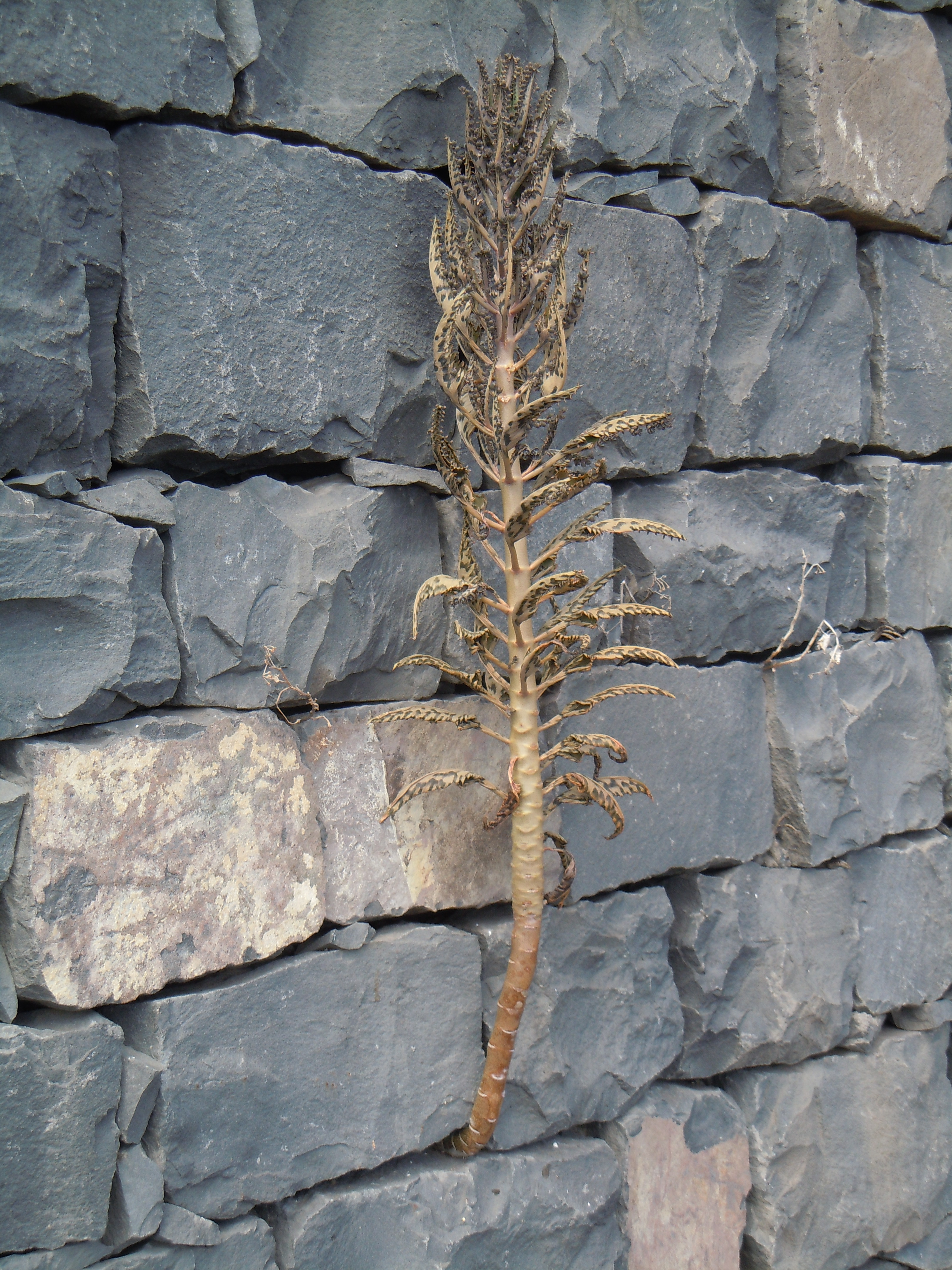
Sur un mur à Madère.
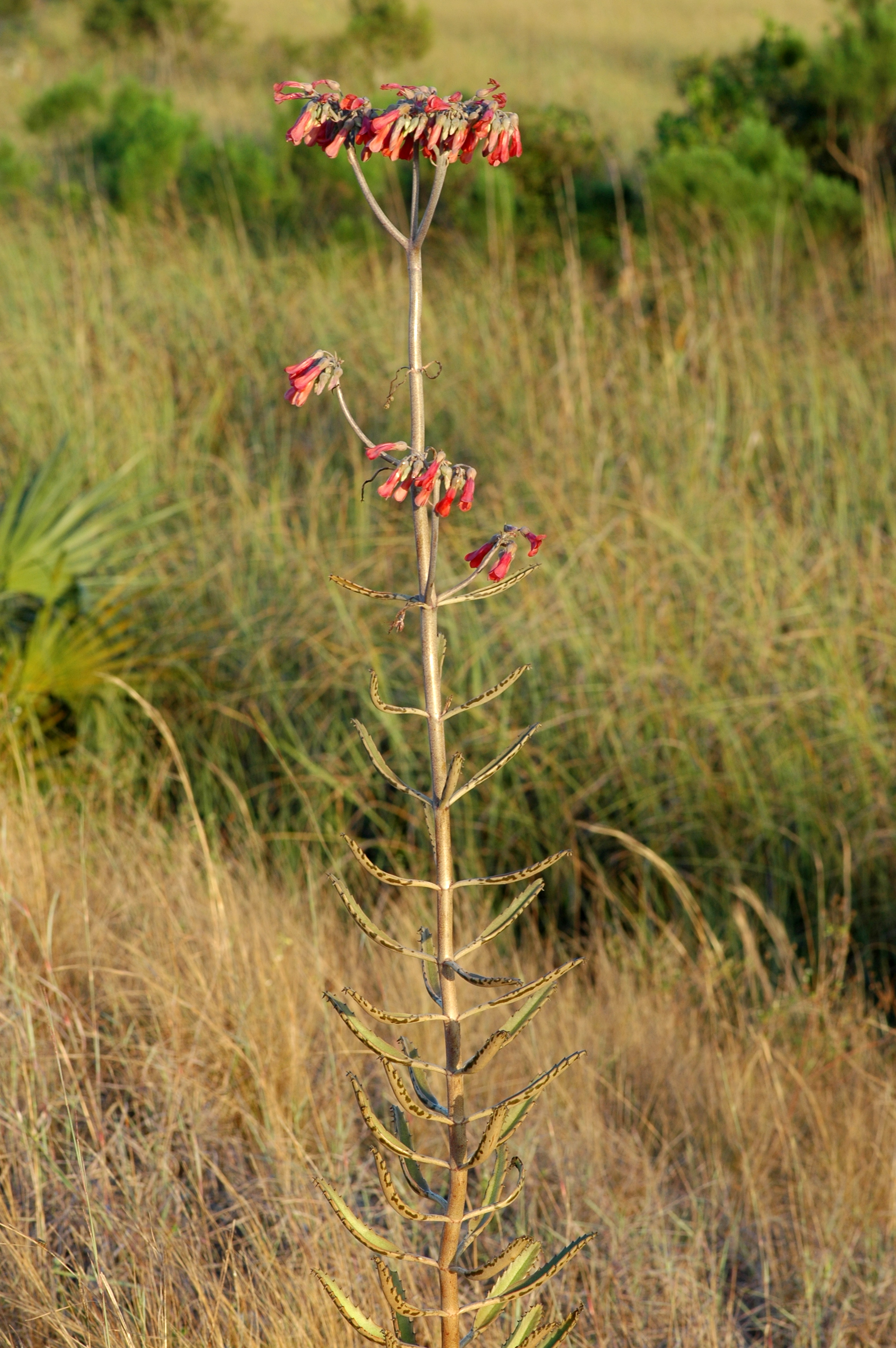
Kalanchoe daigremontiana dans la nature.
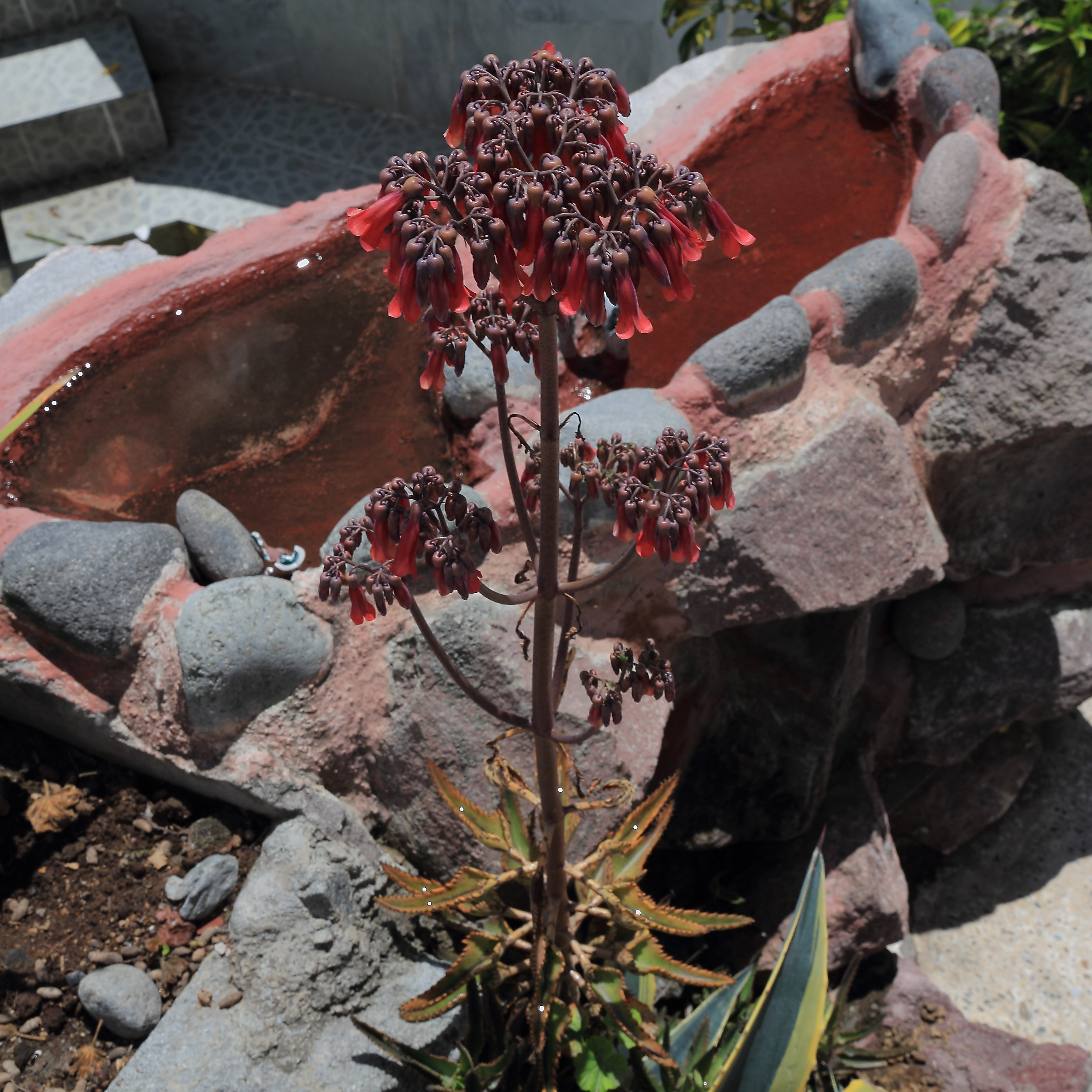
Port de la plante.
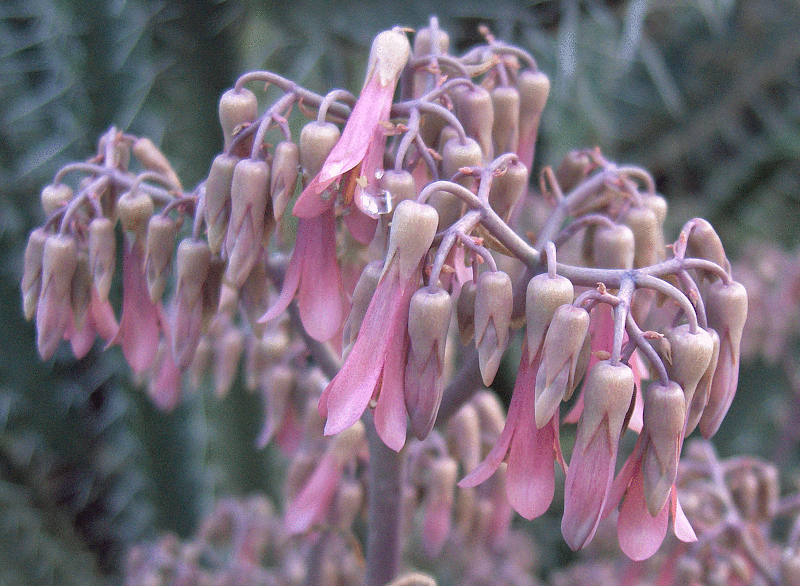
Inflorescence.
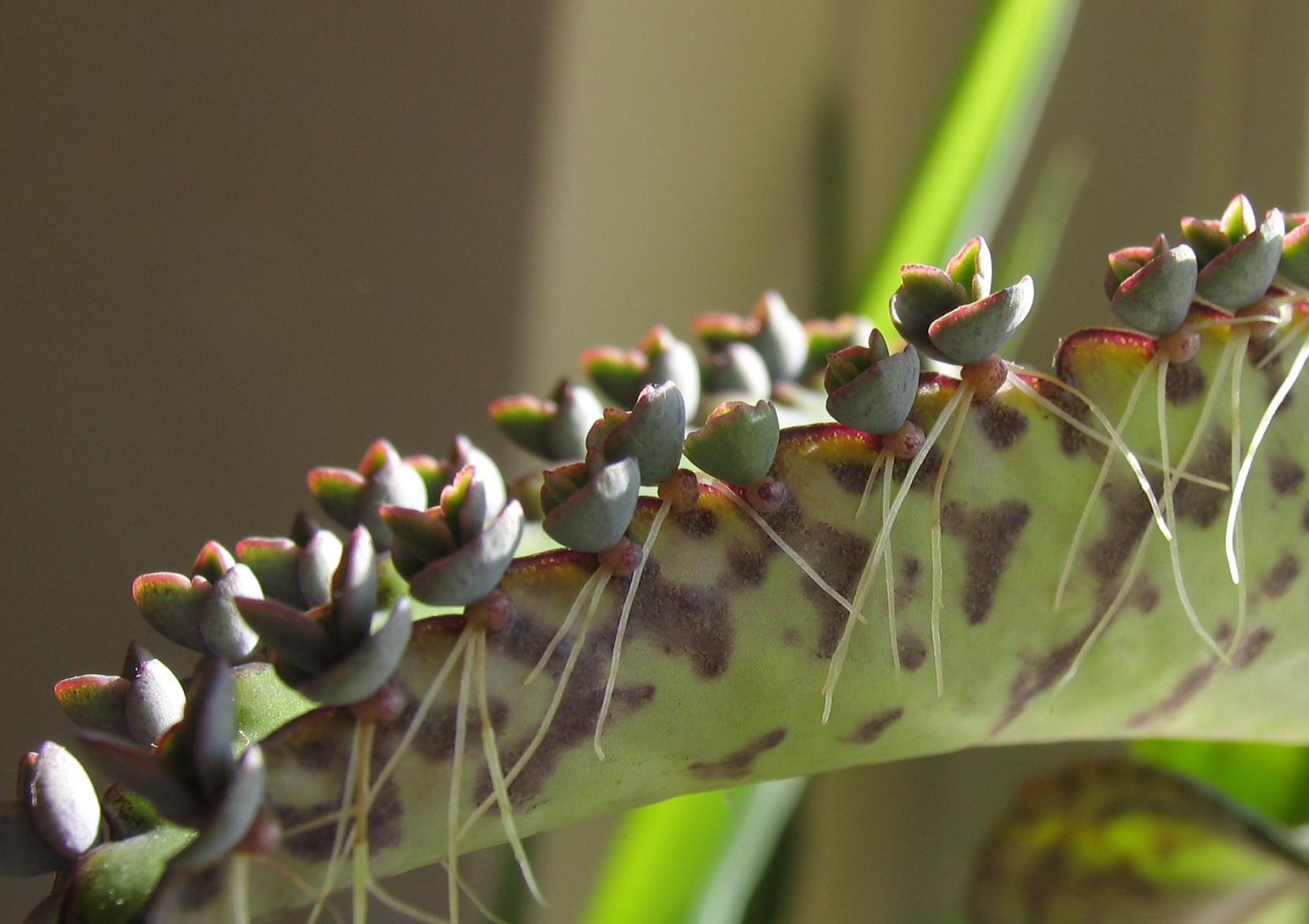
Propagule sur le bord d'une feuille.

Toutes les parties de la plante contiennent des bufadienolides (daigremontianine et bersaldégénine-1,3,5-orthoacétate) et sont toxiques pour l'homme et le bétail. Elles ont une forte activité insecticide. Il faut se protéger les mains lors de la manipulation des graines.
L'hybride Kalanchoe daigremontiana × K. delagoense ressemble à K. daigremontiana mais avec des feuilles plus étroites. Il a été classé parmi les plantes envahissantes en Australie.

## Distribution
Le Kalanchoé de Daigremont est originaire de Madagascar où il était indigène.
Il a été introduit dans de nombreuses régions tropicales et subtropicales d'Asie, d'Australie, d'îles du Pacifique, d'Afrique, d'Amérique et d'Europe (Espagne, Portugal, Italie).
Il pousse dans les zones sèches et arides.
Cultivé dans les jardins tropicaux, il s'est souvent échappé et naturalisé.
L'espèce est déclarée plante envahissante en : Afrique du Sud, Hawaï, Cuba, Porto Rico, Venezuela, Queensland (Australie), Nouvelle-Calédonie.

## Culture
Cette plante se contente de n'importe quel type de sol drainant (donc de préférence mélangé à du sable).
Elle prospère en Zone USDA 9b à 11, supporte bien la sécheresse mais pas le gel (rusticité aux alentours de 5 °C).
Elle n'a pas besoin d'engrais et peut devenir une plante envahissante. Il est déconseillé de la jeter au compost pour éviter sa prolifération incontrôlée car, même coupée en morceaux, la feuille continue de produire de nouvelles plantules. De même, si on souhaite la cultiver, il vaut mieux le faire en pot plutôt qu'en pleine terre.
La multiplication se fait en laissant les plantules qui tombent sur le sol prendre racine. La bouture et le semis sont également possibles mais les graines perdent vite leur pouvoir germinatif.
L'espèce est sensible à l'oïdium.

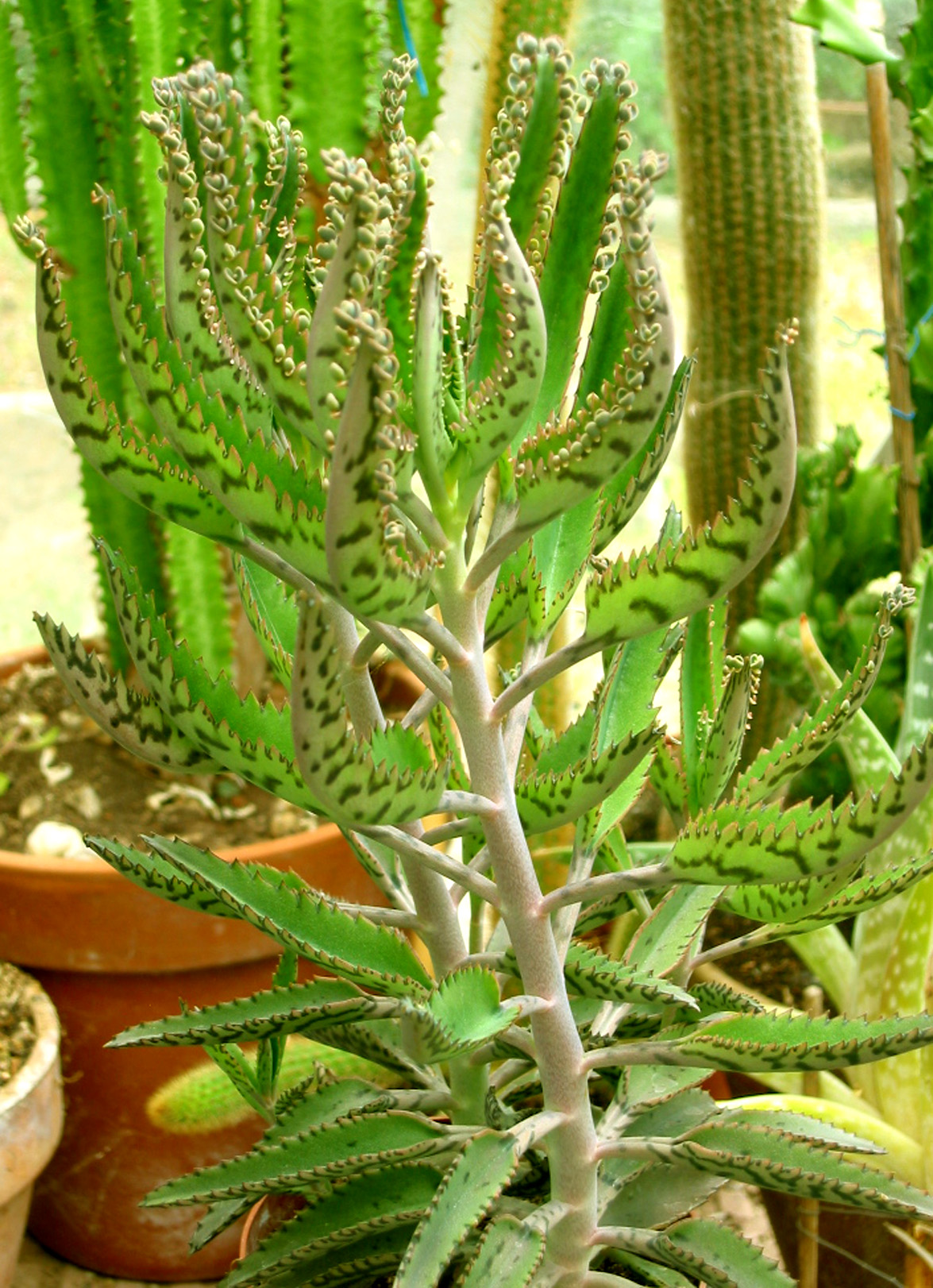
Hybride Kalanchoe daigremontiana × delagoensis
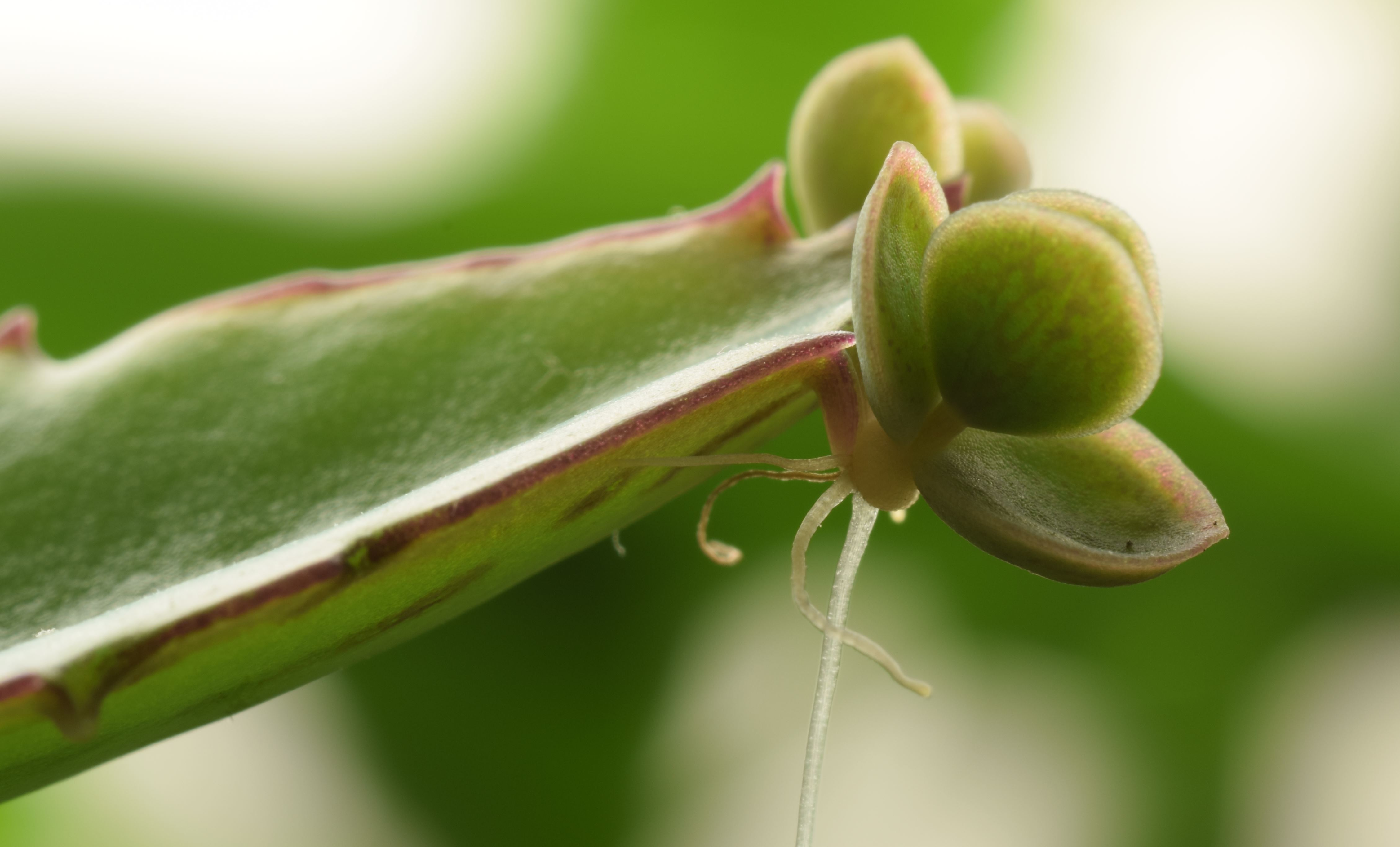
Propagules au bord d'une feuille
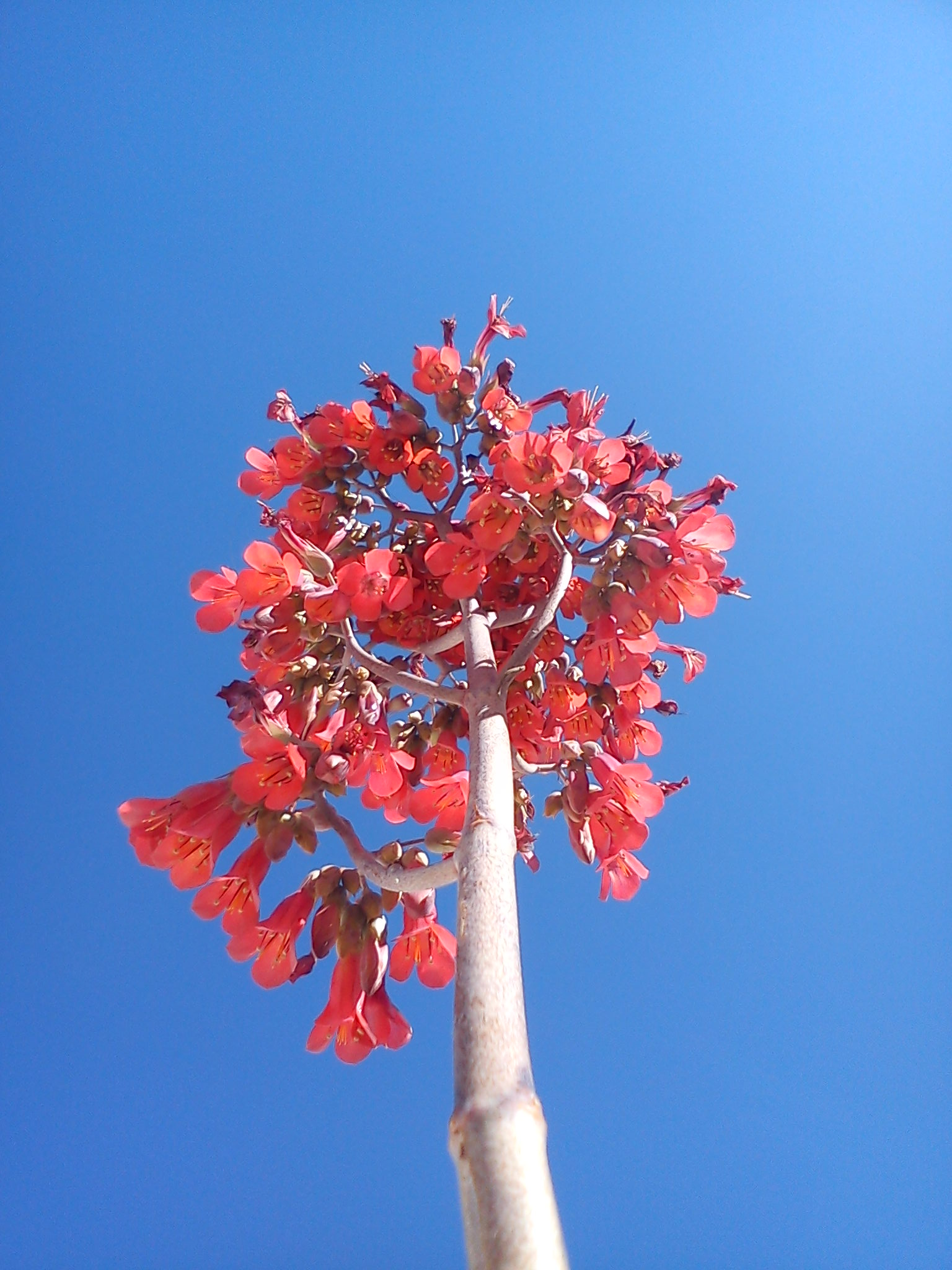
Fleur de l'hybride Bryophyllum × houghtonii